# Hans Conrad Finsler
Hans Conrad Finsler (* 18. August 1765 in Zürich; † 21. Dezember 1839 in Bern) war ein Schweizer Militär und Politiker während der Zeit der Helvetischen Republik, der Mediation und der Restauration.

## Biografie
Finsler entstammte einem alten Zürcher Rats- und Zunftgeschlecht. Sein Vater war Mitglied des Kleinen Rats der Stadt Zürich, seine Mutter entstammte der Einflussreichen Familie der Escher vom Glas. Nach seinem Einstieg in die Seidenhandelsfirma seines Vaters stieg er 1796 zum Zwölferrat der Zunft zum Widder auf. Als durch die französische Intervention die Alte Eidgenossenschaft zusammenbrach wurde Finsler zum ersten Finanzminister der neu gegründeten Helvetischen Republik berufen. Obwohl Finsler ebenfalls zunächst als Unitarier galt, zog er sich die Feindschaft des einflussreichen Direktors Frédéric-César de la Harpe zu und wurde deshalb 1799 entlassen. Nach dem ersten Staatsstreich wurde Finsler am 7. Januar 1800 Mitglied des provisorischen Vollziehungsausschusses, der die Regierungsgeschäfte anstelle des Direktoriums wahrnahm.
Im zweiten Staatsstreich vom 7. August 1800 spielte Finsler eine tragende Rolle und war bis im Januar 1801 Mitglied des gesetzgebenden Rates. Durch die Wirren und politischen Intrigen scheint er sich immer mehr von seiner ursprünglichen politischen Haltung abgewendet zu haben, so dass er schliesslich zu einem entschiedenen Gegner der Helvetischen Republik wurde und im Herbst 1802 den Zürcher Aufstand gegen die Republik unterstützte und sogar Mitglied der provisorischen Zürcher Regierung war. Nach der neuerlichen Intervention Frankreichs und der Aufrichtung der Mediationsverfassung 1803 war Finsler Mitglied des Grossen und des Kleinen Rats des Kantons Zürich, nun klar auf der Seite der Aristokraten. Von 1814 bis 1829 war er auch Staatsrat. Durch seine umfassende Bildung und sein Geschick wie auch die Unterstützung seines Bruders Georg Finsler, der das Bankhaus Gebrüder Finsler & Co. leitete, dominierte Finsler die Zürcher Politik zeitweise nach Belieben und vertrat Zürich regelmäßig an der eidgenössischen Tagsatzung.
Die militärische Karriere von Finsler begann 1787, als er als Leutnant Mitglied der mathematisch-militärischen Gesellschaft in Zürich wurde. 1795 stieg er zum Generaladjutant der Artillerie auf. Seit 1804 bekleidete er das Amt eines Oberstquartiermeisters der schweizerischen Eidgenossenschaft und wurde 1815 nach dem Rücktritt von Niklaus Franz von Bachmann zum Oberbefehlshaber der eidgenössischen Armee während der Grenzbesetzung ernannt. In dieser Funktion kommandierte er auch die schweizerischen Truppen bei der Belagerung der Festung Hüningen. Ausserdem begründete Finsler 1809 anlässlich der Grenzbesetzung durch die unter seiner Aufsicht stattfindenden Vermessungen die schweizerische Landesvermessung. 1822 übertrug ihm die eidgenössische Tagsatzung als Oberstquartiermeister formal die Leitung der Vermessungsarbeiten für die ganze Schweiz.
1829 musste Hans Conrad Finsler von allen seinen Ämtern zurücktreten, da die Bank Finsler in Konkurs ging und der Kanton Zürich dabei hohe Verluste machte. Der Skandal erschütterte die konservative Regierung in Zürich sehr stark und trug massgeblich zur liberalen Wende von 1830 bei (→Regeneration). Finsler wurde zu einem Jahr Verbannung verurteilt, worauf er nach Bern zog, wo er noch bis zu seinem Tod in der eidgenössischen Kommission für Landesaufnahme tätig war.